# VfL Nürnberg
VfL Nürnberg was een Duitse voetbalclub uit de stad Neurenberg.

## Geschiedenis
De club werd op 1 februari 1928 opgericht als ASV 1928 Nürnberg, het was de opvolger van ASV Nürnberg, dat failliet gegaan was eind 1927. De club nam de plaats van ASV over in de hoogste klasse van de Noord-Beierse competitie. Deze competitie gold als een van de sterkste van het land omdat 1. FC Nürnberg en SpVgg Fürth beiden uitblonken op nationaal vlak. ASV werd in het eerste seizoen meteen derde achter de twee grote clubs en plaatste zich zo voor de Zuid-Duitse eindronde, waar de club zevende werd in de groepsfase. Het volgende seizoen verliep volgens hetzelfde scenario al werd de club nu vijfde in de groepsfase op de eindronde. Na een zesde plaats werd de club in 1931/32 opnieuw derde, echter gaf dit geen recht meer op een eindrondeticket.
In 1933 schafte de NSDAP, de nieuwe politieke machthebber, de Zuid-Duitse voetbalbond en zijn competities af en voerde de Gauliga in. Als vijfde in de competitie plaatste de club zich voor de Gauliga Bayern. De club eindigde 3 seizoenen in de middenmoot en degradeerde dan in 1936/37.
Hierna nam de club de naam Wettkampfgemeinschaft Betriebssportgruppe Neumeyer Nürnberg (WKG BSG Neumeyer) en promoveerde na één seizoen via de eindronde terug naar de Gauliga. De eerste twee seizoenen eindigde de club op een gedeelde derde plaats en eindigde dan twee jaar in de middenmoot.
In 1942 werd de naam opnieuw gewijzigd, nu in VfL Nürnberg. Door de gebeurtenissen in de Tweede Wereldoorlog werd de Gauliga in twee reeksen gesplitst en in 1943/44 werd de club derde. Het laatste seizoen werd na drie wedstrijden afgebroken, VfL had alle drie de wedstrijden verloren. In 1946 fuseerde de club met FC Pfeil-Viktoria Nürnberg tot ASN Pfeil Nürnberg.